# مودلیشوو
مودلیشوو (به لاتین: Modliszewo) یک روستا در لهستان است که در گمینا گنگزنو واقع شده‌است.